# Veronica Cartwright
Veronica Cartwright (* 20. dubna 1949 Bristol, Velká Británie) je britská herečka.

## Filmografie (výběr)
- 2020 - Breaking Fast
- 2007 - Invaze
- 2001 - Scary Movie 2
- 2000 - Kriminálka Las Vegas
- 1991 - Když má muž problémy
- 1987 - Čarodějky z Eastwicku
- 1979 - Vetřelec
- 1963 - Ptáci